# Suha, Škofiče
Suha (nemško Zauchen) je naselje v Občini Škofiče v Okraju Celovec-dežela na Koroškem v Avstriji.